# Rider (professione)

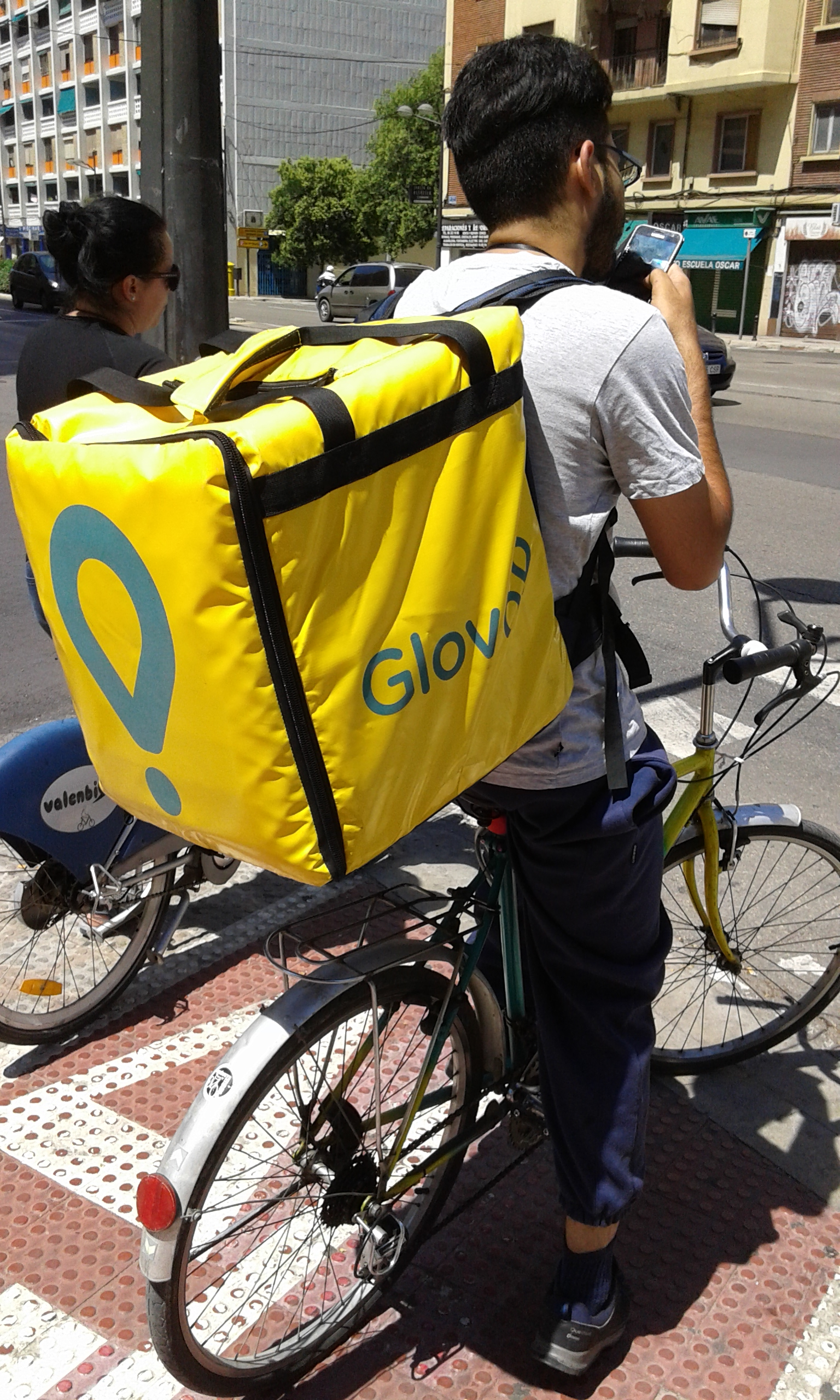
Un rider di Glovo a Valencia, Spagna.

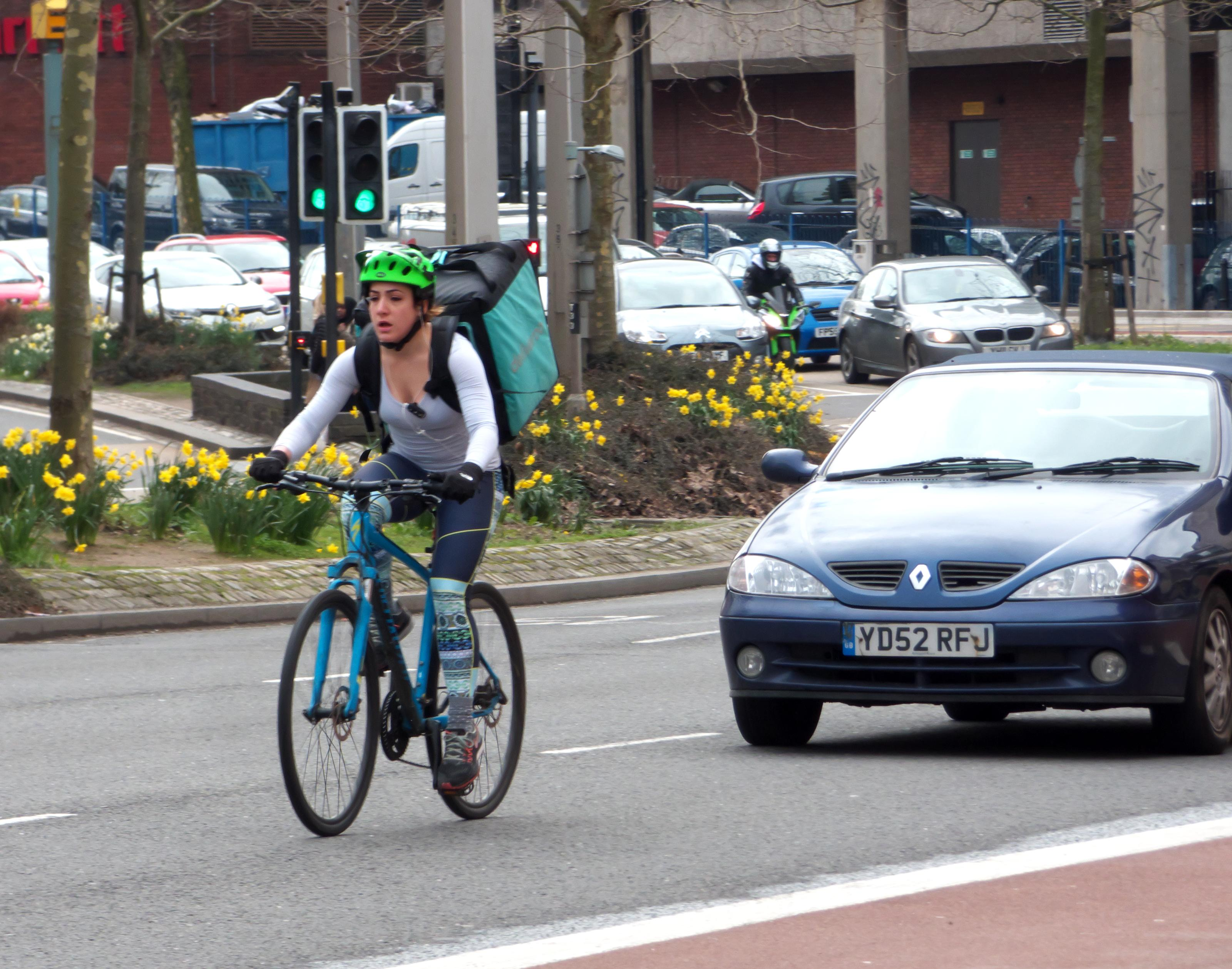
Una rider di Deliveroo a Bristol, Regno Unito.

Il rider, in italiano anche ciclofattorino, è un lavoratore che effettua consegne a domicilio, per lo più di cibo, spostandosi prevalentemente con cicli o motocicli, solitamente per conto di piattaforme e applicativi web di consegna .

## Etimologia
Il termine rider è uno pseudoanglicismo: infatti in inglese significa generalmente "cavaliere", e per traslato "guidatore di bicicletta o di motocicletta", mentre in italiano intende univocamente la persona che effettua consegne a domicilio, solitamente in bicicletta.

## Panoramica
Il datore di lavoro dei rider non è l'esercizio commerciale, ma un'impresa che detiene una piattaforma online per la consegna a domicilio di cibo. Tali imprese (principalmente multinazionali come Deliveroo, Glovo, Uber Eats, Just Eat) agiscono da tramite fra produttore (che è il loro fornitore) e consumatore.  
Esistono due tipologie di accordo tra l'attività e la piattaforma:  
- l'attività si occupa autonomamente della consegna del cibo avvalendosi dei propri mezzi e dei propri fattorini, e la piattaforma offre solamente visibilità;
- l'attività non si occupa della consegna, per cui sceglie di venir inserita nella piattaforma al fine di poter fruire di maggior visibilità e del servizio di spedizione e consegna, a carico della piattaforma.

Tutto è virtuale, il cliente effettua l'ordine tramite una applicazione mobile o dalla pagina del sito web, il rider più vicino riceve la notifica solo se è collegato al sistema, in quanto l'algoritmo della piattaforma verifica il suo stato di servizio.
L'ingresso in servizio, a seconda della piattaforma e della zona di servizio, può avvenire previa prenotazione di un turno tramite apposito calendario, o in modo assolutamente libero (c.d. free login). Dal 19 Maggio 2025, in seguito alla pubblicazione della circolare 9 del 18 Aprile 2025 del Ministero del Lavoro e delle Politiche Sociali, entrambe le piattaforme autonome Glovo e Deliveroo adottano sul territorio nazionale il modello Free Login, che comporta anche l'eliminazione di ogni forma di statistica e punteggio sulle performance dei riders.
La candidatura per lavorare come rider è effettuata tramite il canale informatico dell'azienda. Può esserci un colloquio telefonico, a volte può essere in presenza, ma la maggior parte delle volte tutto è virtuale. I fattorini devono dotarsi, quali requisiti essenziali per l'attività da svolgere, di un mezzo di trasporto proprio e di uno smartphone. Il materiale necessario per le consegne, consistente in un contenitore isotermico e in un supporto da braccio per lo smartphone, è spedito a casa e concesso in comodato d'uso gratuito, oppure versando una cauzione come garanzia.
Dal punto di vista contrattuale i rapporti tra rider e impresa che controlla la piattaforma possono essere: subordinazione, tramite un mediatore (ad esempio una cooperativa), somministrazione di lavoro, lavoro autonomo.

## Storia
I corrieri che consegnano cibo non sono stati inventati dalle piattaforme digitali, in molti paesi questo servizio è stato utilizzato nel tempo e in una varietà di forme. 

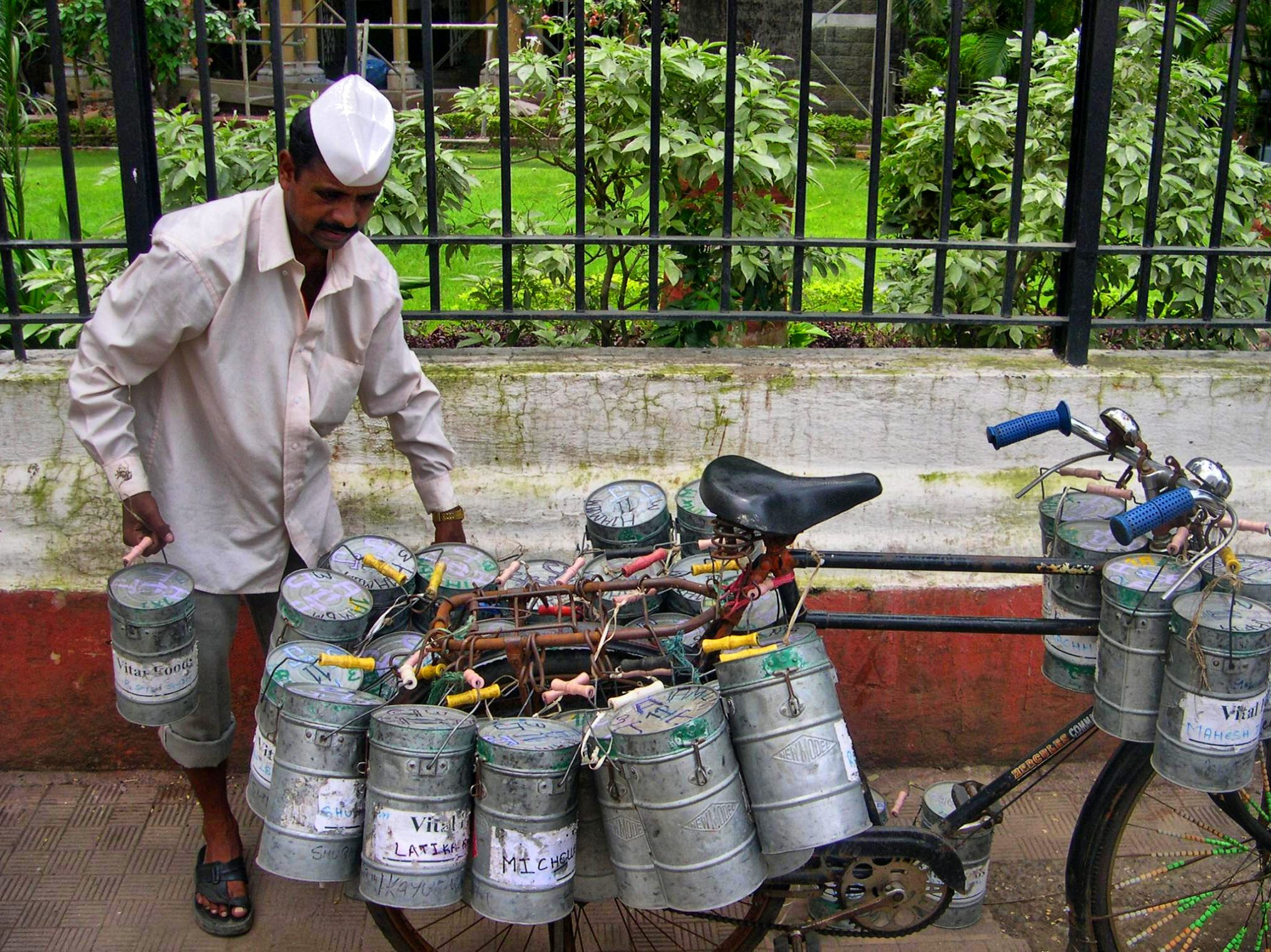
Dabbawala a Mumbai, India.

I dabbawala di Mumbai in India, possono essere considerati la prima azienda di consegne a domicilio. Questo sistema di fattorini indiani iniziò a Bombay, alla fine del 1800, con l'attività di un centinaio di uomini che ritiravano e consegnavano il pranzo. L'espandersi del servizio della consegna del cibo è stato favorito dal processo di industrializzazione, specialmente nelle classi lavoratrici dei centri urbani.
L'attività dei fattorini per la consegna a domicilio si intensifica negli anni 2000 con il graduale incremento delle ordinazioni online utilizzate anche dai supermercati per gli ordinativi della spesa via internet. Il continuo progresso delle tecnologie nel settore dell'informazione e delle comunicazioni ha portato a un crescente sviluppo di prodotti e di servizi da fruire attraverso il canale informatico. La maggiore presenza di questi strumenti nella quotidianità, la loro accessibilità sempre più semplificata ha permesso a più persone di accostarsi alla rete e al mondo dell'e-commerce. La diffusione degli smartphone e di altri dispositivi di connessione mobile ha accelerato la possibilità di transazioni, favorendo la proliferazione di aziende nel settore della consegna a domicilio considerato il nuovo stile di consumo degli individui. 
Nel 2020 a causa della situazione pandemica e delle limitazioni agli spostamenti, i rider sono stati considerati lavoratori essenziali in quanto gli ordini effettuati tramite internet hanno registrato un forte incremento. Molte attività e in particolare il settore della ristorazione hanno deciso di avviare il servizio di consegna a domicilio, cui in precedenza non usufruivano, in quanto offre l'opportunità di supportare concretamente la propria attività.

## Inquadramento giuridico dei rider

### In Italia
L'elemento caratterizzante che distingue il lavoro dei rider è la flessibilità della prestazione lavorativa in quanto il corriere definisce liberamente gli orari di collaborazione. Ciò giustificherebbe la forma contrattuale che li definisce lavoratori autonomi, per cui non godono dei trattamenti economici e retributivi propri di un rapporto di lavoro dipendente. A livello economico la questione principale riguarda l'insicurezza e l'instabilità delle entrate, in quanto i rider ricevono il pagamento esclusivamente durante i momenti in cui svolgono effettivamente il servizio richiesto dagli utenti della piattaforma.
Il Tribunale di Torino nel 2018 aveva stabilito che i rider non sono lavoratori subordinati, in quanto il loro rapporto di lavoro è caratterizzato dal non obbligo di effettuare la prestazione lavorativa.
Per superare l'antinomia di tale rapporto di lavoro, al confine tra la subordinazione e l'autonomia, la Corte d'Appello di Torino con la sentenza n. 26 del 2019 ha fatto emergere che il rider è un lavoratore autonomo ma ha diritto alle tutele riconosciute ai lavoratori dipendenti perché va inquadrato in un "terzo genere" al quale si applica l'art. 2 del D.Lgs n. 81/2015 (Jobs Act) cioè le norme del lavoro subordinato se la prestazione è personale, continuativa e le modalità di esecuzione sono organizzate dal committente anche con riferimento ai tempi e al luogo di lavoro.
Il decreto-legge 3 settembre 2019, n. 101 coordinato con la legge di conversione 2 novembre 2019, n. 128 pubblicata in Gazzetta Ufficiale 257 del 2.11.2019, è intervenuto sulla situazione dei rider al fine di garantire a questa categoria di lavoratori maggiori diritti, sia in relazione alla retribuzione, sia per gli aspetti relativi alla sicurezza sul lavoro. La nuova disciplina si applica a tutti coloro che effettuano consegne su due ruote con l'ausilio di biciclette o veicoli a motore, ricevendo gli ordini di consegna attraverso piattaforme digitali.
Il 15 settembre 2020, il sindacato UGL, portando Assodelivery, la principale associazione di categoria che raccoglie le aziende del settore delivery, al tavolo negoziale, sigla con successo il primo contratto collettivo nazionale a tutela dei rider . L'accordo ha suscitato critiche, polemiche e un contenzioso legale che ha indotto Just Eat ad abbandonare Assodelivery per sottoscrivere con CGIL, CISL, UIL un diverso contratto che riconduce i rider al comparto della logistica, come lavoratori dipendenti.

### Unione Europea
Al Parlamento europeo è in discussione una proposta di direttiva volta a caratterizzare come rapporto di lavoro subordinato quello dei rider nel caso in cui siano presenti due indicatori in un panel di cinque.